# 2019年3月中國大陸

## 3月2日
- 中国证券监督管理委员会公布设立科创板并试点注册制的管理办法和监督办法，为具发展潜力的科技创新企业提供资本支援，大幅放宽上市条件；允许未弥补亏损、未盈利企业上市，也开放有表决权差异安排等特殊治理结构的企业上市[1][2]。

## 3月3日
- 河北保定市检察院通报河北涞源反杀案的结果，认定女事主父母王新元、赵印芝的行为属于正当防卫，决定不起诉两人[3][4]。
- 中国人民政治协商会议第十三届全国委员会第二次会议开幕，全国政协主席汪洋作工作报告。[5]

## 3月5日
- 第十三届全国人民代表大会第二次会议开幕，国务院总理李克强作政府工作报告。[6]

## 3月7日
- 华为公司宣布向美国德克萨斯东区联邦地区法院起诉美国政府，认为2019年度美國國防授權法案第889条违反美国宪法。第889条规定，美国行政部门不得购买华为的硬件和服务。[7]

## 3月12日
- 成都七中實驗學校食堂發現大量變質食物，家長迅速拍攝傳播，表達不滿。[8]見2019年成都校園食品安全事件。

## 3月21日
- 2019年江苏响水天嘉宜化工廠爆炸事故。[9][10][11]

## 3月27日
- 上午，焦作市解放区“萌萌学前教育幼儿园”发生一起幼儿食物中毒事件。[12]

## 3月28日
- 辽宁沈阳市和平区下午发生自杀式炸弹袭警，位置为沈阳市公安局交通警察局和平一大队办公楼，据警方消息袭击者在一楼接待大厅纵火后，引爆所携带的黑火药自制爆炸物当场身亡，并造成两名警务人员和一名办事民众受轻伤（无生命危险）。爆炸现场升出大量浓烟，办公楼二层多处窗户被震破损[13]。

## 3月30日
- 中国海警2501舰艇编队在中国钓鱼岛领海内巡航[14]。

## 3月31日
- 中國人民解放軍空軍的2架殲-11戰鬥機越過臺灣海峽中線上空[15]。
- 江蘇昆山綜保區漢鼎精密金屬有限公司加工車間早上7時12分發生爆炸，導致7人死亡，5人受傷，其中一人重傷。[16]。